# Gary Sargent
Gary Alan Sargent (* 18. Februar 1954 in Red Lake, Minnesota) ist ein ehemaliger US-amerikanischer Eishockeyspieler und -scout, der im Verlauf seiner aktiven Karriere zwischen 1972 und 1983 unter anderem 422 Spiele für die Los Angeles Kings und Minnesota North Stars in der National Hockey League (NHL) auf der Position des linken Flügelstürmers bestritten hat. Darüber hinaus nahm Sargent mit der US-amerikanischen Nationalmannschaft am Canada Cup 1981 und der B-Weltmeisterschaft 1973 teil.

## Karriere
Sargent, der dem Volksstamm der Chippewa angehört und in einem Indianerreservat geboren wurde, besuchte zunächst bis 1972 die Bemidji High School und ging von dort für ein Jahr an die Bemidji State University. Obwohl er schon während seiner High-School-Zeit als herausragendes Baseballtalent galt und auch American Football spielte, lehnte er sowohl ein Angebot des Baseball-Franchises Minnesota Twins sowie 15 Footballstipendien ab. Stattdessen spielte er parallel für das Universitätsteam, das in der unterklassigen National Association of Intercollegiate Athletics (NAIA) des US-amerikanischen Collegesportsystems gemeldet war, und ließ sich ab diesem Zeitpunkt vom Mittelstürmer zum Verteidiger umschulen. Die Saison 1973/74 verbrachte Sargent bei den Fargo-Moorhead Sugar Kings in der eher unbedeutenden Midwest Junior Hockey League (MWJHL). Dennoch erfolgte im Sommer 1974 sowohl die Auswahl im NHL Amateur Draft 1974 in der dritten Runde an 48. Stelle durch die Los Angeles Kings aus der National Hockey League (NHL) als auch im WHA Amateur Draft 1974 in der elften Runde an 150. Position von den Indianapolis Racers aus der zu dieser Zeit mit der NHL in Konkurrenz stehenden World Hockey Association (WHA).
Da der 20-Jährige zu diesem Zeitpunkt bereits auf internationalem Parkett Erfahrungen im Profibereich gesammelt hatte, holten ihn die Kings zur Saison 1974/75 umgehend in ihr Farmteam, die Springfield Kings, aus der American Hockey League (AHL). Dort absolvierte er 27 Spiele, in denen er 24-mal punktete, ehe eine Knieverletzung seine Saison vorzeitig beendete. So gehörte er auch nicht zum Kader, der am Ende der Spielzeit den Calder Cup gewann. Trotz der erlittenen Knieverletzung schaffte der Abwehrspieler zur Saison 1975/76 den Sprung in das Aufgebot der LA Kings und etablierte sich dort schnell. Seine erfolgreichste Spielzeit hatte er dabei in seinem zweiten Jahr, als er in 80 Spielen 54 Scorerpunkte sammelte und damit einen zu dieser Zeit gültigen Franchise-Rekord für Verteidiger aufstellte.
Im Sommer 1978 wurde Sargent zu einem sogenannten Restricted Free Agent und unterzeichnete daher einen Vertrag bei den Minnesota North Stars. Die Los Angeles Kings erhielten als Entschädigung die Spieler Rick Hampton, Steve Jensen und Dave Gardner. Die zusätzliche Forderung der Kings mit Gilles Meloche noch einen vierten Spieler von Minnesota zu erhalten, wurde dem Team durch einen Schlichterspruch verweigert. Die Verpflichtung von Sargent zahlte sich für die North Stars in der Folge nur bedingt aus, da der Defensivakteur nur eine der folgenden fünf Spielzeiten nahezu verletzungsfrei absolvieren konnte. Zwischen 1980 und 1983 bestritt der Kanadier lediglich 56 von 240 möglichen Partien und musste auch seine einzige Einladung zu einem NHL All-Star Game im Jahr 1980 absagen. Nach zahlreichen Rücken- und Knieoperationen beendete Sargent seine Karriere im Sommer 1983 im Alter von 29 Jahren und arbeitete anschließend als Scout für sein Ex-Team Los Angeles Kings.

### International
Für sein Heimatland nahm Sargent noch als Collegespieler mit der US-amerikanischen Nationalmannschaft an der B-Weltmeisterschaft 1973 im österreichischen Graz teil. Dort steuerte der Verteidiger in sieben Turnierspielen fünf Scorerpunkte bei. Allerdings scheiterten die US-Amerikaner den anvisierten Aufstieg in die A-Gruppe zu schaffen und belegten hinter der DDR den zweiten Rang. Ein Jahr später nahm Sargent mit der U20-Nationalmannschaft an der ersten, inoffiziellen Junioren-Weltmeisterschaft 1974 teil.
Seinen letzten Auftritt im Nationaltrikot hatte Sargent beim Canada Cup 1976. Dort kam er zu fünf Einsätzen.

## Erfolge und Auszeichnungen
- 1973 NAIA First All-American Team
- 1980 Teilnahme am NHL All-Star Game (verletzungsbedingte Absage)

## Karrierestatistik

### International
Vertrat die USA bei:
- B-Weltmeisterschaft 1973
- Junioren-Weltmeisterschaft 1974
- Canada Cup 1976

(Legende zur Spielerstatistik: Sp oder GP = absolvierte Spiele; T oder G = erzielte Tore; V oder A = erzielte Assists; Pkt oder Pts = erzielte Scorerpunkte; SM oder PIM = erhaltene Strafminuten; +/− = Plus/Minus-Bilanz; PP = erzielte Überzahltore; SH = erzielte Unterzahltore; GW = erzielte Siegtore; 1 Play-downs/Relegation; Kursiv: Statistik nicht vollständig)

## Familie
Sargent ist ein Cousin 2. Grades von Henry Boucha, der zwischen 1971 und 1977 für vier verschiedene Franchises in der National Hockey League spielte und zudem die USA bei den Olympischen Winterspielen 1972 im japanischen Sapporo vertrat. Darüber hinaus ist Sargent ein Cousin 3. Grades von T. J. Oshie, der zu den erfolgreichsten US-amerikanischen Eishockeyspielern der 2010er-Jahre zu zählen ist und im Jahr 2018 mit den Washington Capitals den Stanley Cup gewann.